# 1041 (szám)
Az 1041 (római számmal: MXLI) az 1040 és 1042 között található természetes szám.

## A szám a matematikában
A tízes számrendszerbeli 1041-es a kettes számrendszerben 10000010001, a nyolcas számrendszerben 2021, a tizenhatos számrendszerben 411 alakban írható fel.
Az 1041 páratlan szám, összetett szám, félprím. Kanonikus alakja 31 · 3471, normálalakban az 1,041 · 103 szorzattal írható fel. Négy osztója van a természetes számok halmazán, ezek növekvő sorrendben: 1, 3, 347 és 1041.
Az 1041 huszonkilenc szám valódiosztó-összegeként áll elő, ezek közül a legkisebb az 1695.

## Csillagászat
- 1041 Asta kisbolygó